# Gmina Bošnjaci

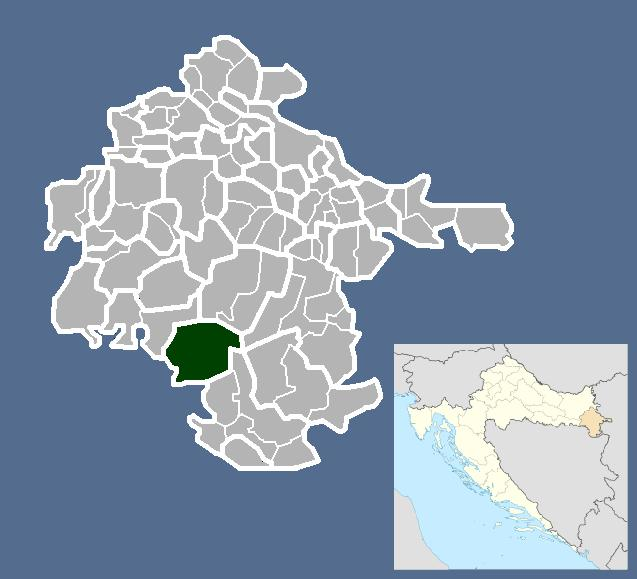
Położenie gminy Bošnjaci na mapie żupanii vukowarsko-srijemskiej

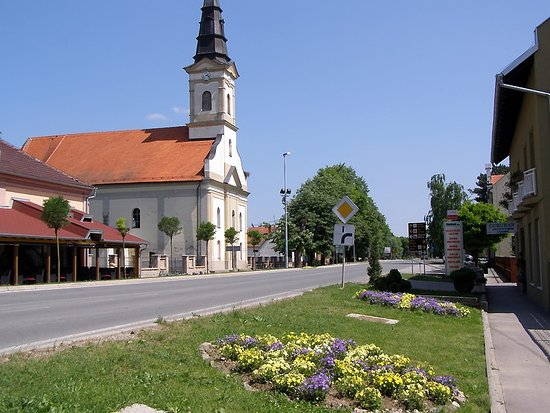
Kościół św. Marcina w miejscowości Bošnjaci

Gmina Bošnjaci (chorw. Općina Bošnjaci) – gmina we wschodniej Chorwacji, w żupanii vukowarsko-srijemskiej.
W 2011 roku liczba ludności w gminie Bošnjaci wyniosła 3901. Według danych ze spisu ludności w 2011 roku najliczniejszą grupą etniczną byli Chorwaci (98,82%).